# Neue Synagoge (Berlin)
Die Neue Synagoge an der Oranienburger Straße im Berliner Ortsteil Mitte des gleichnamigen Bezirks ist ein Gebäude von herausragender Bedeutung für die Geschichte des Judentums in Berlin und ein Baudenkmal. Sie wurde 1866 eingeweiht. Die Architekten waren Eduard Knoblauch und Friedrich August Stüler. Mit über 3000 Sitzplätzen war es das größte jüdische Gotteshaus der Stadt.
Der noch vorhandene Teil des Bauwerks wurde nach Restaurierungen 1995 wiedereröffnet, jedoch nicht wieder eingeweiht. Das gegenwärtig auch als Centrum Judaicum bekannte Gebäudeensemble wird als Kulturzentrum genutzt.

## Planung und Bau
In der Mitte des 19. Jahrhunderts war die jüdische Gemeinde in Berlin stark angewachsen. Um 1860 hatte sie etwa 28.000 Mitglieder. Die damals einzige – später dann „Alte Synagoge“ genannte – Synagoge stand in der Heidereutergasse, in der Nähe des Hackeschen Marktes in Berlin-Mitte und bot nicht mehr ausreichend Platz. Nachdem die Gemeinde 1856 ein Grundstück in der Oranienburger Straße, in einem stark jüdisch geprägten Wohnviertel, erworben hatte, wurde am 7. April 1857 ein Architektenwettbewerb für die neue Synagoge ausgeschrieben. Vorsitzender der Wettbewerbskommission war der vielbeschäftigte Architekt Eduard Knoblauch, seit 1845 Mitglied der preußischen Akademie der Künste. Die eingegangenen Entwürfe konnten nicht überzeugen. So wurde Knoblauch selbst mit der Planung beauftragt – er hatte zuvor schon den Umbau der alten Synagoge und den Neubau des Jüdischen Krankenhauses zufriedenstellend geleitet. Als er 1859 schwer erkrankte, löste ihn der preußische Hofbaurat und „Architekt des Königs“ Friedrich August Stüler ab, der mit Knoblauch befreundet war. Er übernahm die Bauausführung nach dessen Vorstellungen und entwarf die Gestaltung der Innenräume. Die Bauleitung hatte Knoblauchs Mitarbeiter Hermann Hähnel.

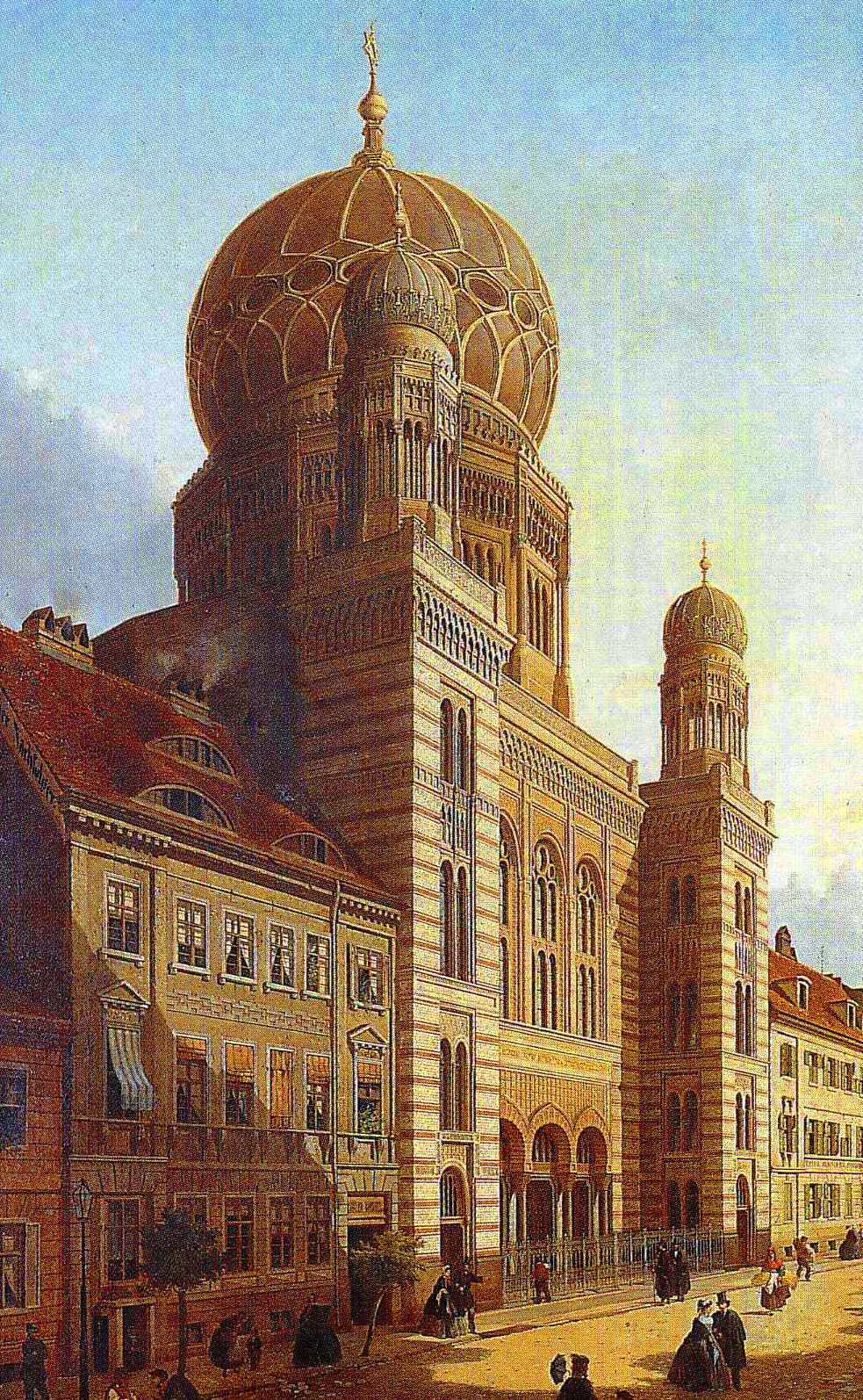
Äußeres im Jahr 1865

Die Bauarbeiten begannen nach der Grundsteinlegung am 20. Mai 1859; schon im Juli 1861 wurde Richtfest gefeiert. Dann kam es jedoch zu Verzögerungen. Die Innenausstattung war ungewöhnlich aufwändig und während des Deutsch-Dänischen Krieges von 1864 traten Materialengpässe auf. Nach dem Tod Stülers 1865 beendeten Eduard Knoblauchs Sohn Gustav und der nicht mit Eduard Knoblauch verwandte Architekt Edmund Knoblauch den Bau. Erst zum jüdischen Neujahrsfest am 5. September 1866 – dem 25. Elul 5626 nach dem Jüdischen Kalender – konnte die fertige Synagoge eingeweiht werden. Der damalige preußische Ministerpräsident und spätere Reichskanzler Otto von Bismarck war bei der Zeremonie anwesend.
Eduard Knoblauch hatte seinem Entwurf Elemente im orientalisierenden Stil zugrunde gelegt, er ließ sich insbesondere durch die Alhambra im südspanischen Granada anregen. Dieser Stil wirkte damals in der preußischen Umgebung fremdartig, war jedoch beim Bau von Synagogen in der Mitte des 19. Jahrhunderts nicht ungewöhnlich.
Die Kosten waren ursprünglich auf 125.000 Taler geschätzt worden, die sich bis zur Fertigstellung versechsfachten, insgesamt auf 750.000 Taler.

„Wer sich für die architektonischen Dinge interessiert, für die Lösung neuer, schwieriger Aufgaben innerhalb der Baukunst, dem empfehlen wir einen Besuch dieses reichen jüdischen Gotteshauses, das an Pracht und Großartigkeit der Verhältnisse alles weit in den Schatten stellt, was die christlichen Kirchen unserer Hauptstadt aufzuweisen haben.“

Am 6. September 1866, einen Tag nach der Einweihung, urteilte die National-Zeitung: 

„Das neue Gotteshaus ist ein Stolz der jüdischen Gemeinde Berlins, aber noch mehr, es ist eine Zierde der Stadt, eine der beachtenswertesten Schöpfungen der modernen Architektur im maurischen Stil und eine der vornehmsten Bauunternehmungen, die in den letzten Jahren die norddeutsche Residenz ausgeführt hat und ein märchenhaftes Bauwerk, das inmitten eines recht nüchternen Stadtteiles unserer Residenz uns in die phantastischen Wunder einer modernen Alhambra mit den anmutigen leichten Säulen, den schwunghaften Rundbögen, den farbenreichen Arabesken, den mannigfachen gegliederten Schnitzwerk, mit all den tausendfältigen Zauber des maurischen Stils einführt.“

Die Vossische Zeitung schrieb: 

„Das Licht strömt durch die bunten Scheiben magisch gedämpft und verklärt. Decken Wände, Säulen, Bögen und Fenster sind mit verschwenderischer Pracht ausgestattet und bilden mit ihren Vergoldungen und Verzierungen einen wunderbaren, zu einem harmonischen Ganzen sich verschlingenden Arabeskenkranz von feenhafter, überirdischer Wirkung.“

1877 erhielt die Neue Synagoge die erste elektrische Beleuchtung der Stadt Berlin, was in den Augsburger Neuesten Nachrichten ebenfalls als „feenhafter“ Moment beschrieben wurde:

„Der erste Versuch der Beleuchtung eines öffentlichen Gebäudes durch elektrisches Licht fand in der neuen Synagoge in Berlin statt. Die Arbeiten waren von den HH. Siemens und Halske übernommen. Auf dem Hofe des Gebäudes erzeugte eine Locomobile das elektrische Licht, welcher durch offen liegende Drähte über das Dach des Gebäudes fort in zwei von den fünf runden Fenstern geleitet war, durch welche von oben herab das Gaslicht in die Synagoge zu fallen pflegt. […] Die Helligkeit, die dasselbe [elektrische Licht] verbreitete, ließ nichts zu wünschen übrig. Selbst auf den letzten Bänken der Gallerie konnte Geschriebenes viel leichter als bei Gaslicht gelesen werden, obwohl, wie erwähnt, das Licht nur durch zwei Oeffnungen zugeführt war. […] Schließlich wurde das Gebäude von außen beleuchtet, was einen geradezu feenhaften Effect hervorbrachte.“

## Architektur

### Grundriss
Der Grundriss der Berliner Synagoge richtet sich nach der besonderen Form des Grundstücks, das langgestreckt ist und von der Oranienburger Straße nach hinten in der Längsachse nach rechts um ca. 15 Grad abgewinkelt ist. Hinter dem Kopfbau an der Oranienburger Straße folgt heute eine polygonale, überkuppelte Vorhalle, das Vestibül und die kleine Vor- oder Wochentagssynagoge. Bis 1958 schloss sich damals noch das Gebäude der Hauptsynagoge mit einem Saal für Trauungen und ein Rabbinerzimmer an. Die Straßenfront ist 29 Meter breit und das ganze Grundstück ist 97 Meter lang. Die Maße der Hauptsynagoge betrugen bis zu ihrer Zerstörung: Länge 45 Meter, Breite 40 Meter, wobei der große Saal der Hauptsynagoge 3000 Sitzplätze bot (nach anderer Quelle: aufgeteilt in 1800 Plätze für Männer und 1200 Plätze für Frauen).

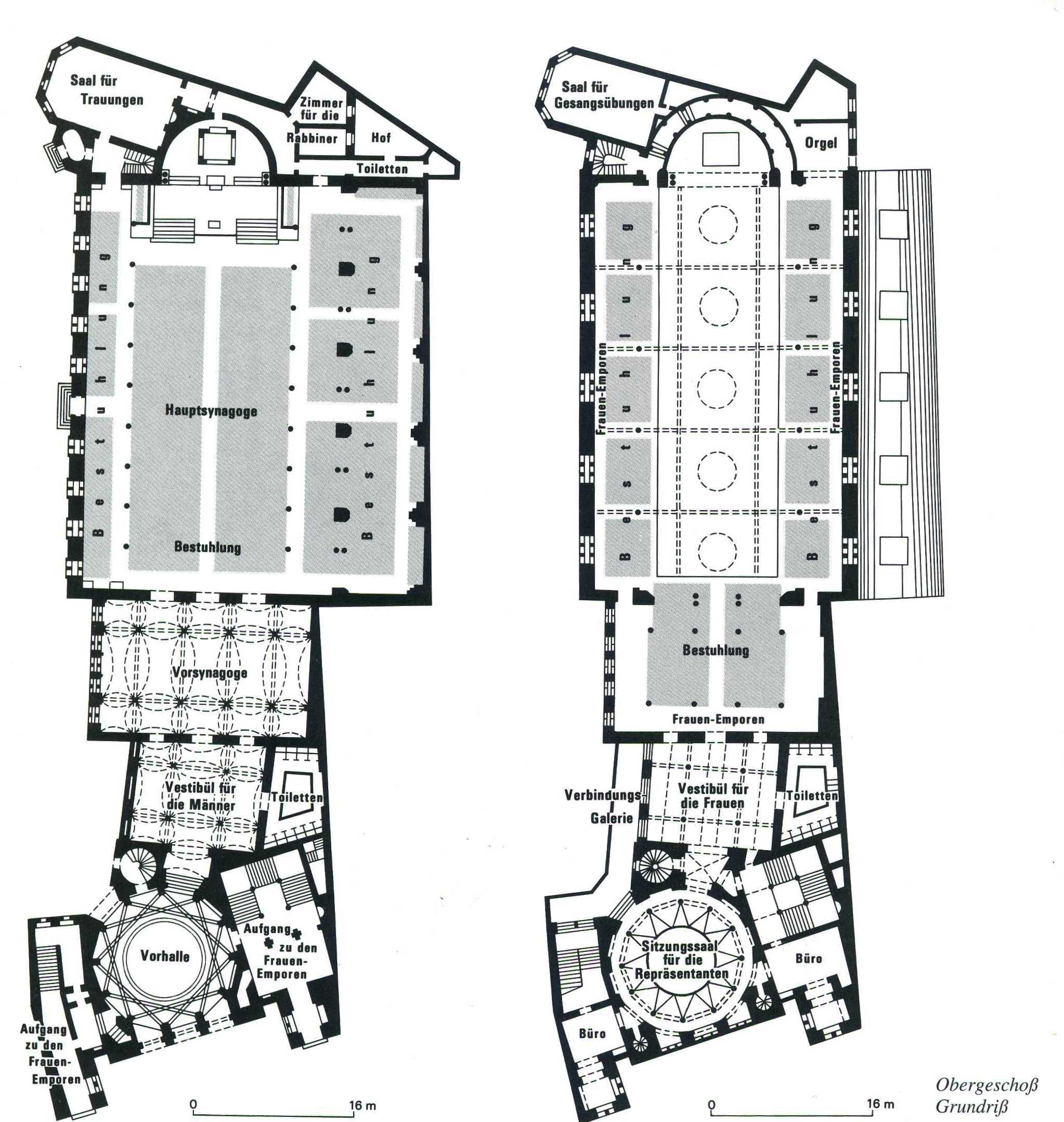
Originalgrundriss-Zeichnung
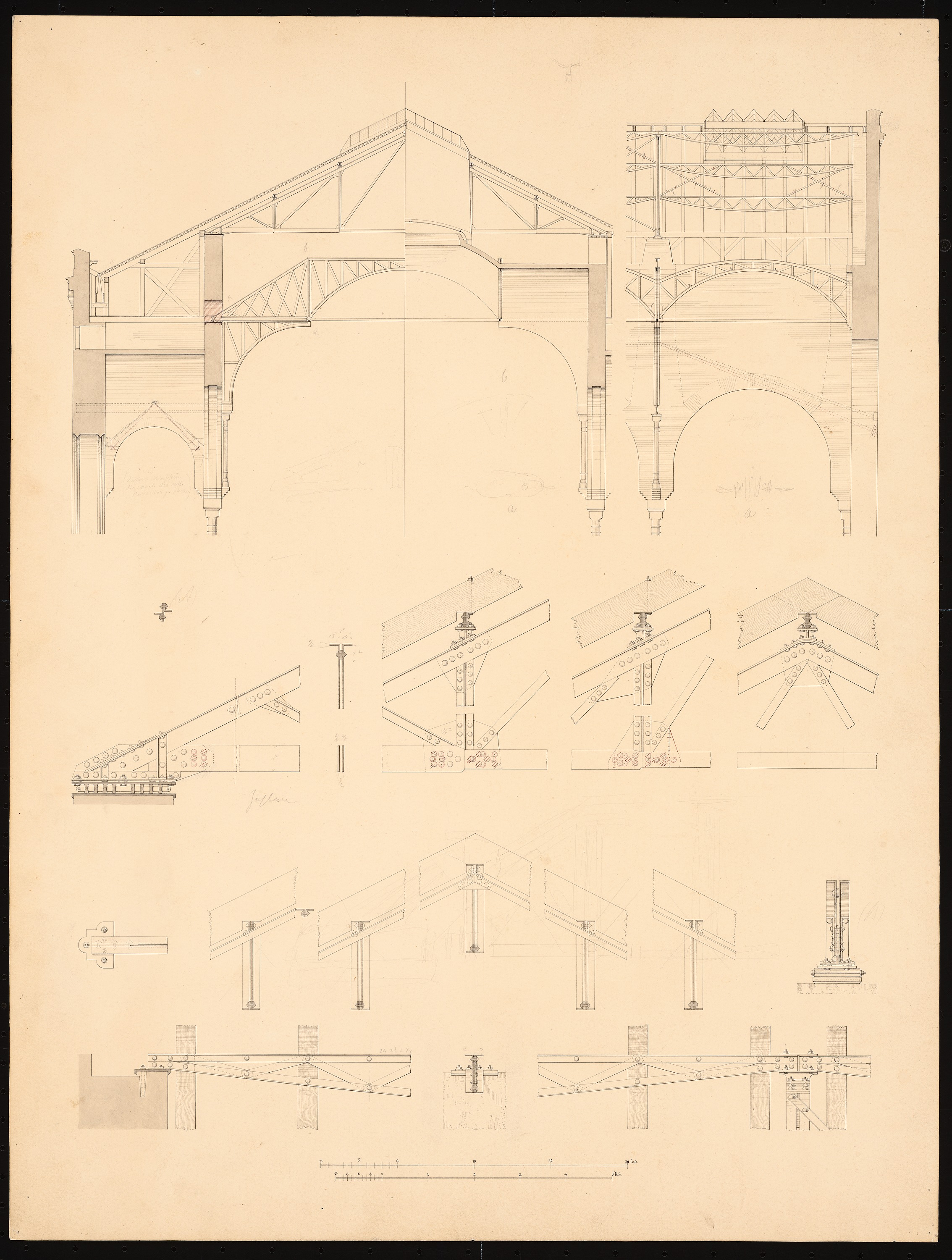
Konstruktionsdetails der Eisenverbindungen
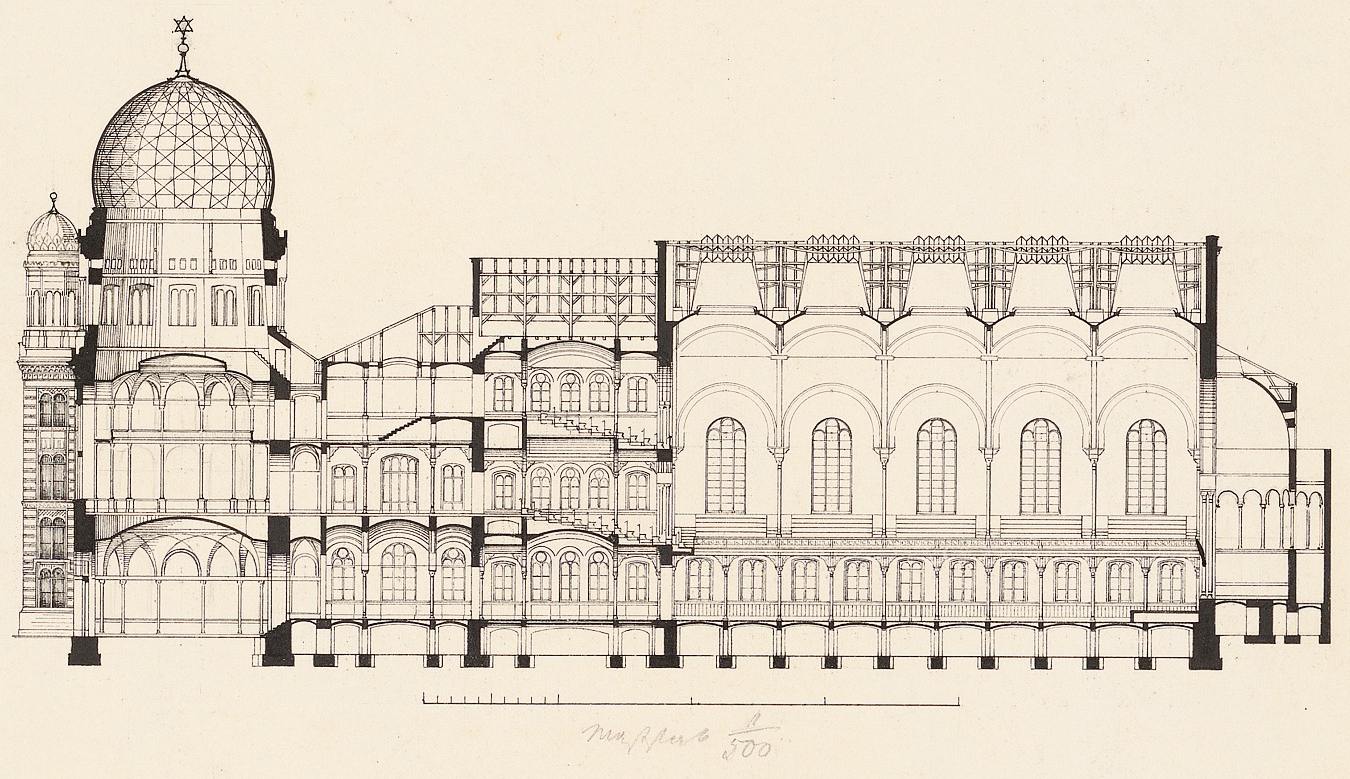
Längsschnitt
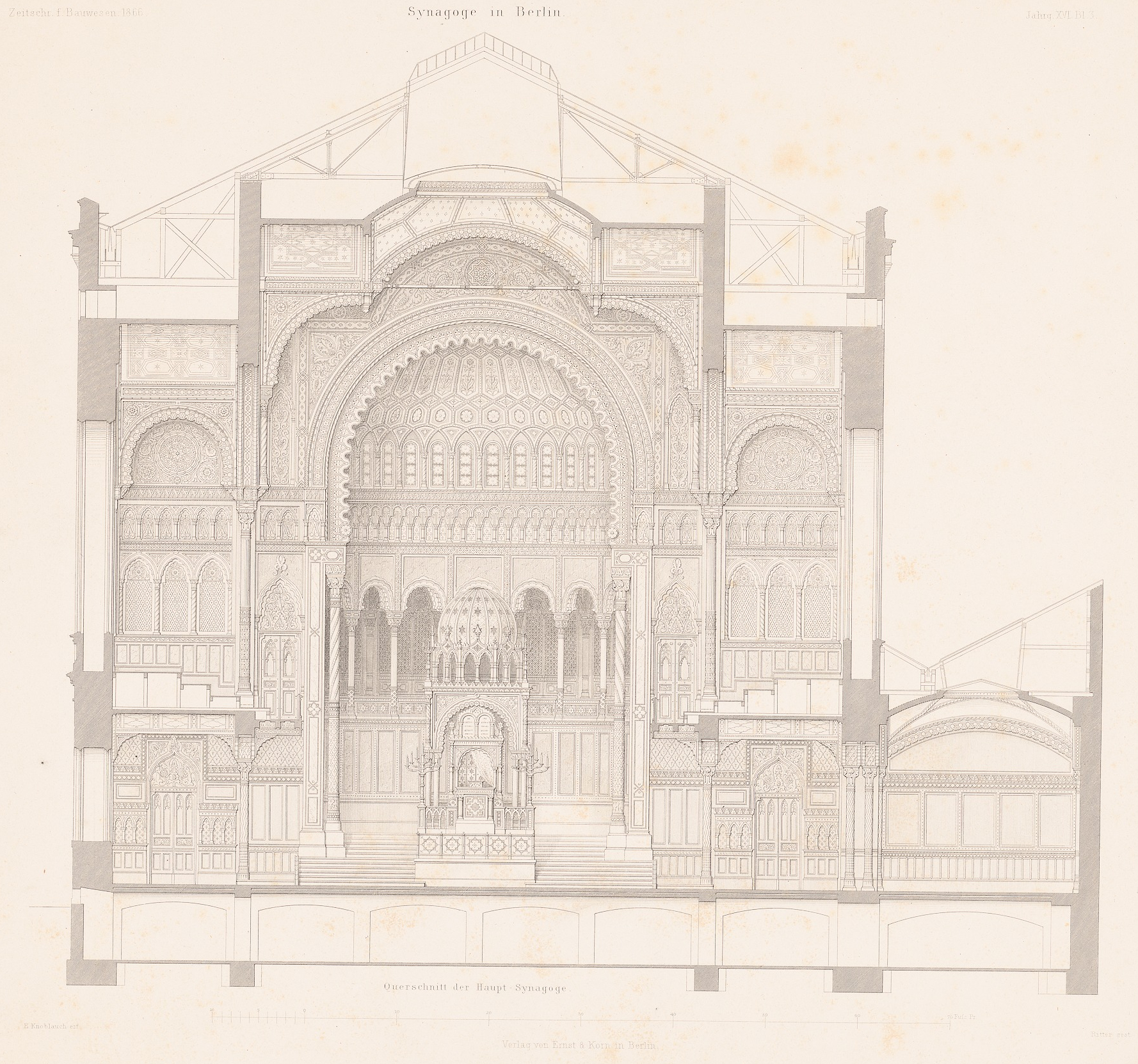
Querschnitt
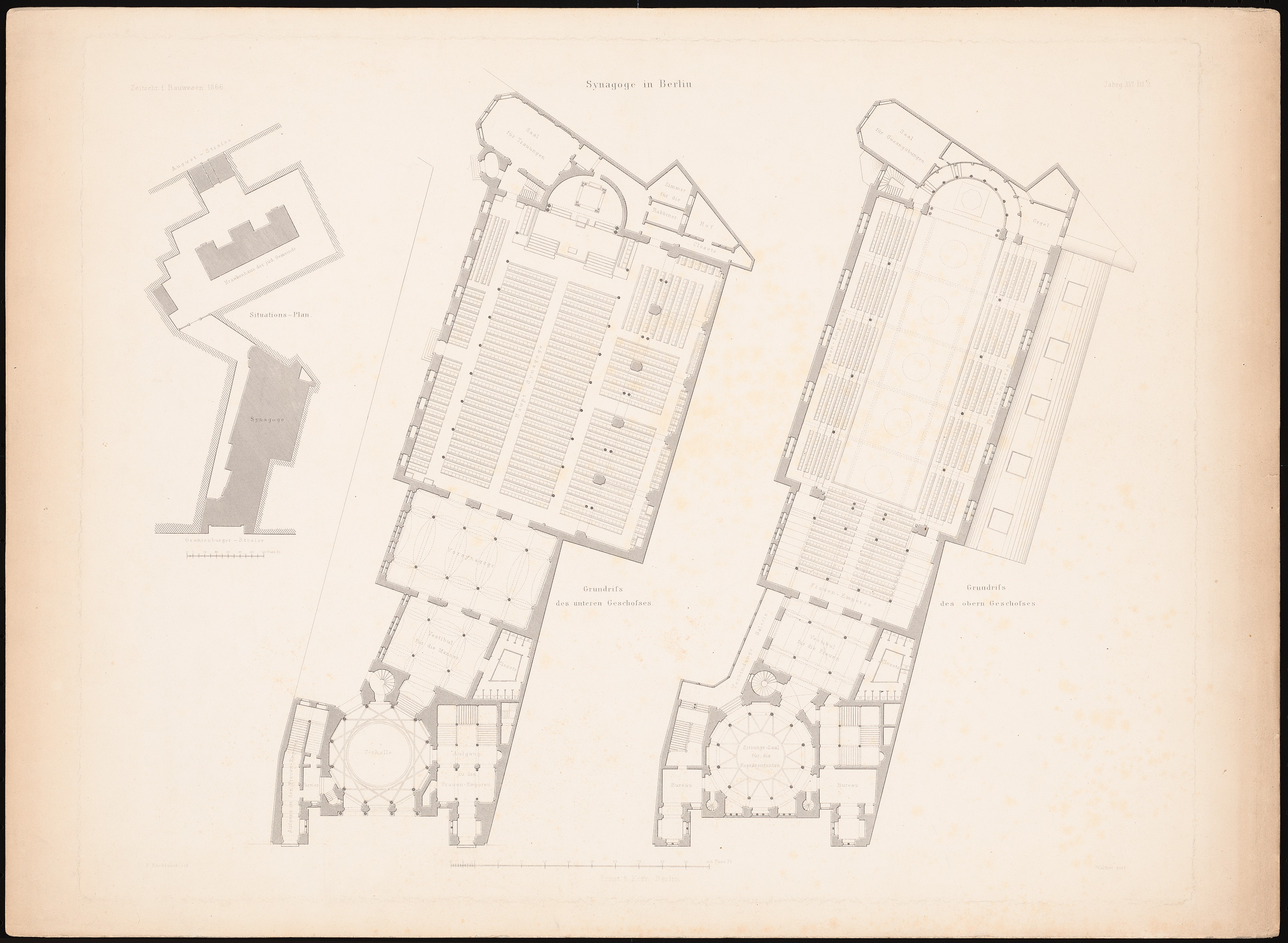
Lageplan

### Außenarchitektur
Die Berliner Synagoge in der Oranienburger Straße ist das früheste Beispiel für die Kombination von Zweiturmfassade, Kuppel und dreiteiligem Portal. Die Fassade zur Oranienburger Straße weist eine reiche Gliederung durch Formsteine und Terrakotten auf, akzentuiert durch farbig glasierte Ziegel. Der dreiachsige Mitteltrakt wird flankiert von vorspringenden Seitenrisaliten mit überkuppelten, achteckigen Turmaufsätzen. Die beiden kiosk- und tempiettoartigen Turmaufsätze sind jeweils auf quadratische Seitenrisalite gestellt worden, wobei die kleinen vorgesetzten Säulchen der Turmaufsätze im Alhambra-Stil gehalten sind. Das Motiv der drei Bögen prägt die Fassade. Dieses Motiv ist sowohl bei dem Dreiarkadeneingang, als auch bei den drei Fenstern im Rundbogenstil im Obergeschoss des Mitteltraktes zu erkennen, dessen Maßwerkstäbe wiederum in drei Bögen unterteilt sind. Der Tambour der Kuppel nimmt dasselbe Motiv auf, so sind im Tambour kleine, dreiteilige Rundbogenfenster zu sehen. Die von vergoldeten Rippen überzogene Tambourkuppel über der Vorhalle, ist an ihrem höchsten Punkt genau 50,21 Meter hoch und bildet den weithin sichtbaren Glanzpunkt des Bauwerks. Für die Form der Kuppel verwendete der Baumeister eine indisch-islamische Architektur, wobei als Vorbild der Royal Pavilion in Brighton diente.
Über dem Eingang steht in goldfarbenen Lettern die Inschrift: פתחו שערים ויבא גוי צדיק שמר אמנים. Es ist der Vers 26,2  aus dem Buch Jesaja in hebräischer Sprache. Seine deutsche Übersetzung lautet: „Tuet auf die Pforten, dass einzieht das gerechte Volk, das wahret die Treue.“

### Innenarchitektur
Die Innenarchitektur der Hauptsynagoge erschien vor der endgültigen Zerstörung im Jahr 1958 wie ein dreischiffiger Sakralbau, der in fünf Joche aufgeteilt war, wobei im Hauptschiff jeweils von einem Joch zum anderen, sowohl eine gläserne Hängekuppel als auch ein Tonnengewölbe zu sehen war.
Zwei technische Einrichtungen waren bemerkenswert. Die eine Besonderheit bestand in der reichlichen Verwendung von Gusseisen als Baumaterial. Die Seitenschiffe waren durch gusseiserne, bemalte Stützpfeiler unterteilt worden, die im Untergeschoss als zehn bemalte gusseiserne Arkaden und im Obergeschoss als fünf Arkaden erschienen. Die Bogenansätze der unteren, die Emporen tragenden Säulenreihe erschienen sowohl in der maurischen als auch in der indischen Architektur. Weiteres Gusseisen war unsichtbar in der Konstruktion der Saaldecke und der Hängekuppeln verwendet worden. Die Höhe bis zum Scheitel der Flach- und Hängekuppel betrug 24,32 Meter.
Die zweite technische Besonderheit bestand in der durchdachten Lichtführung der gläsernen Hängekuppeln und der Seitenfenster. Die verglasten runden Öffnungen der Kuppeln wiesen eine doppelte Verglasung auf, wobei die äußeren Scheiben aus einfachem hellen Glas bestanden und die Glasscheiben auf der Innenseite der Kuppel farbig waren. Zwischen diesen beiden Glasscheiben war eine Gasbeleuchtung, die die farbigen Innenscheiben von innen bunt erstrahlen ließen.

### Ausstattung
Vorbilder für den Aron ha-Qodesch waren die Grundform eines christlichen Altarbaldachins und der Pavillon des Löwenhofes in Granada. So zeigte der Aron ha-Qodesch rundgeführte Arkaden, die an die Arkaden des Löwenhofes der Alhambra erinnerten. Der Aron ha-Qodesch wies als oberen Abschluss eine Rippenkuppel auf einem Säulenkranz auf, wobei die Ornamentik der Halbkuppel des Toraschreins die Aufteilung der großen äußeren Hauptkuppel mit Rippen und einem Wabenmuster wieder aufnimmt. Die Ornamentik der Halbkuppel des Toraschreins zeigte ein Sternenmuster, das aus zwei ineinander gesetzten Quadraten bestand. Rosetten, Ranken und Pflanzenornamente bereicherten die Ornamentik.

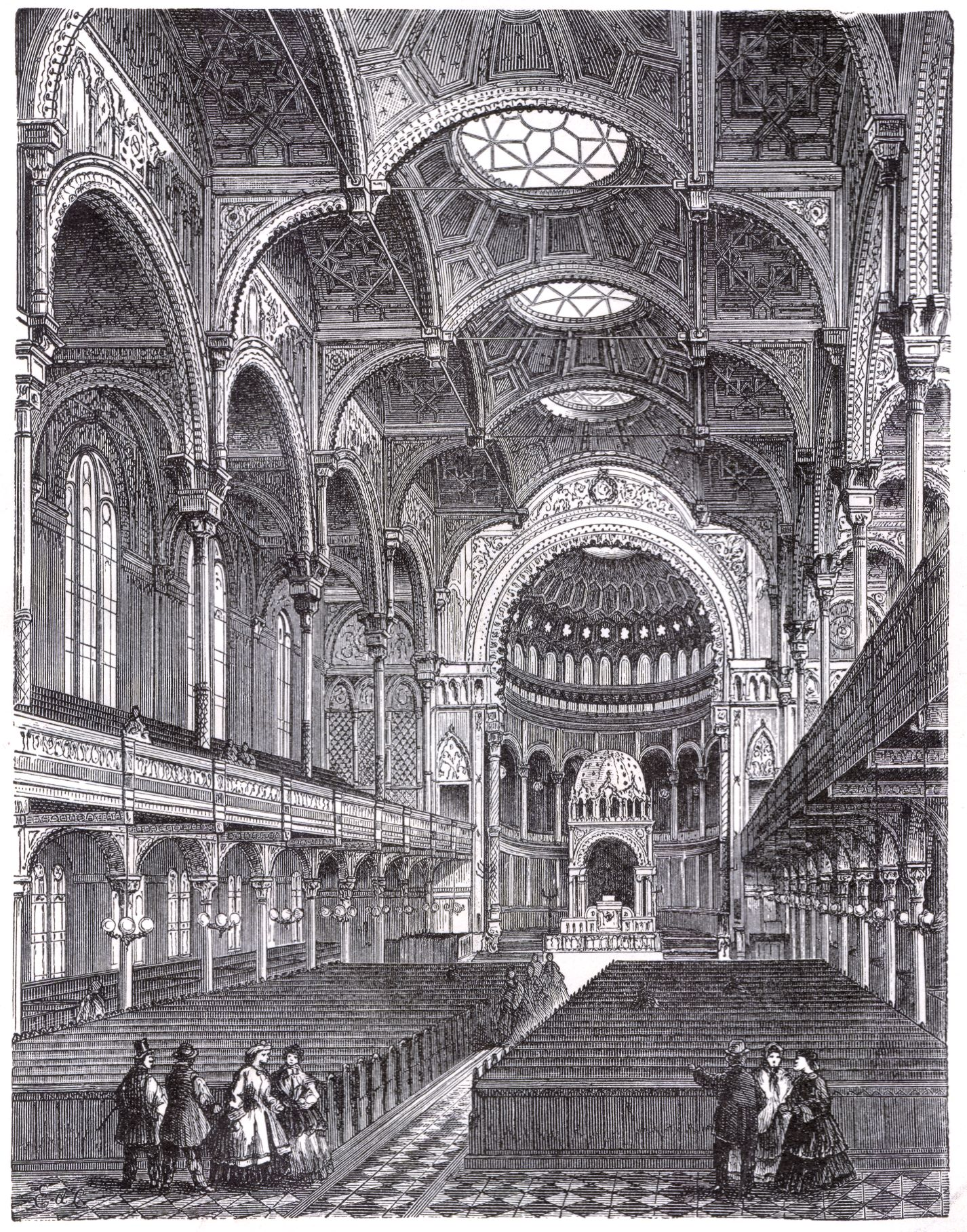
Inneres im 19. Jahrhundert
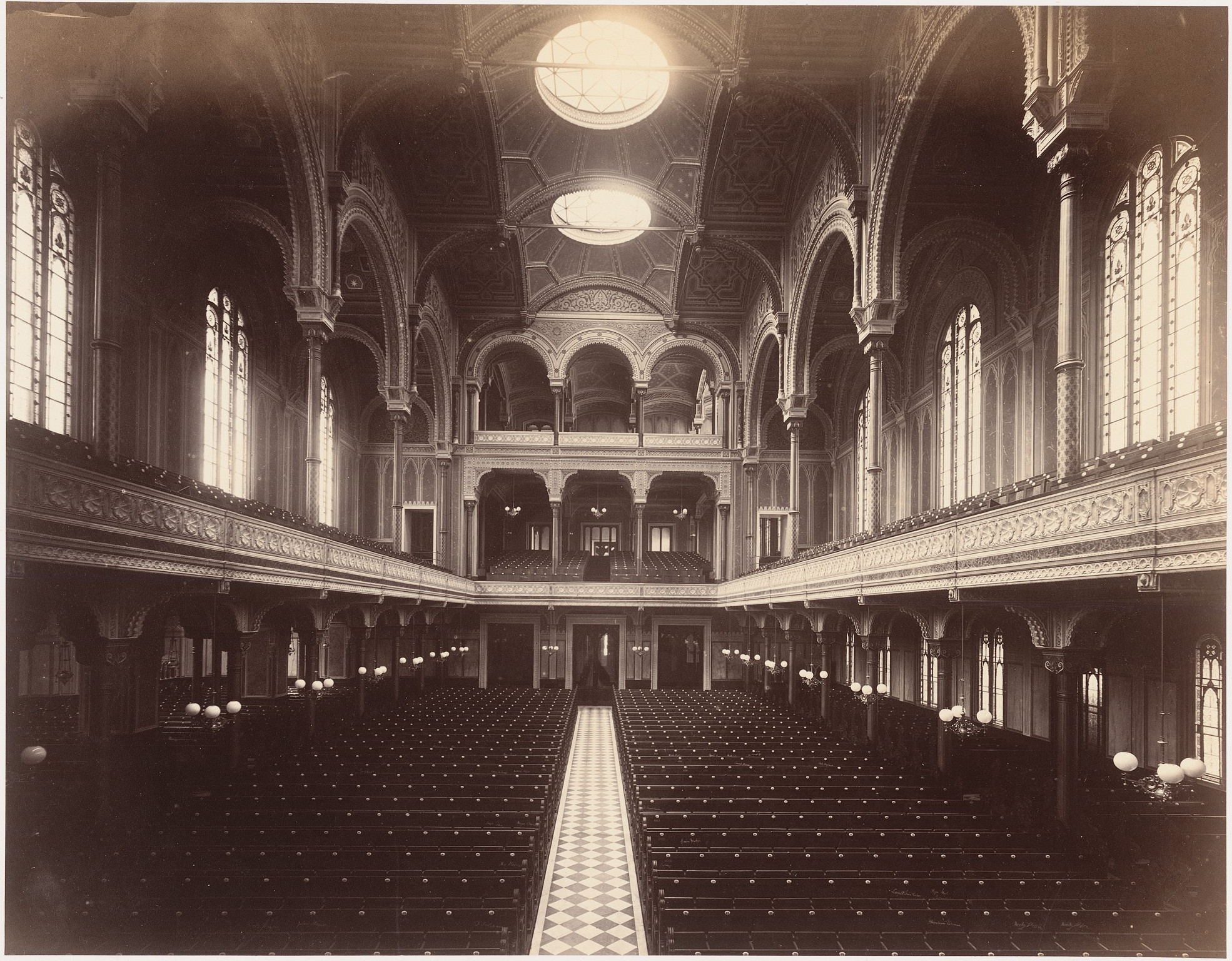
Innenansicht Richtung Eingang
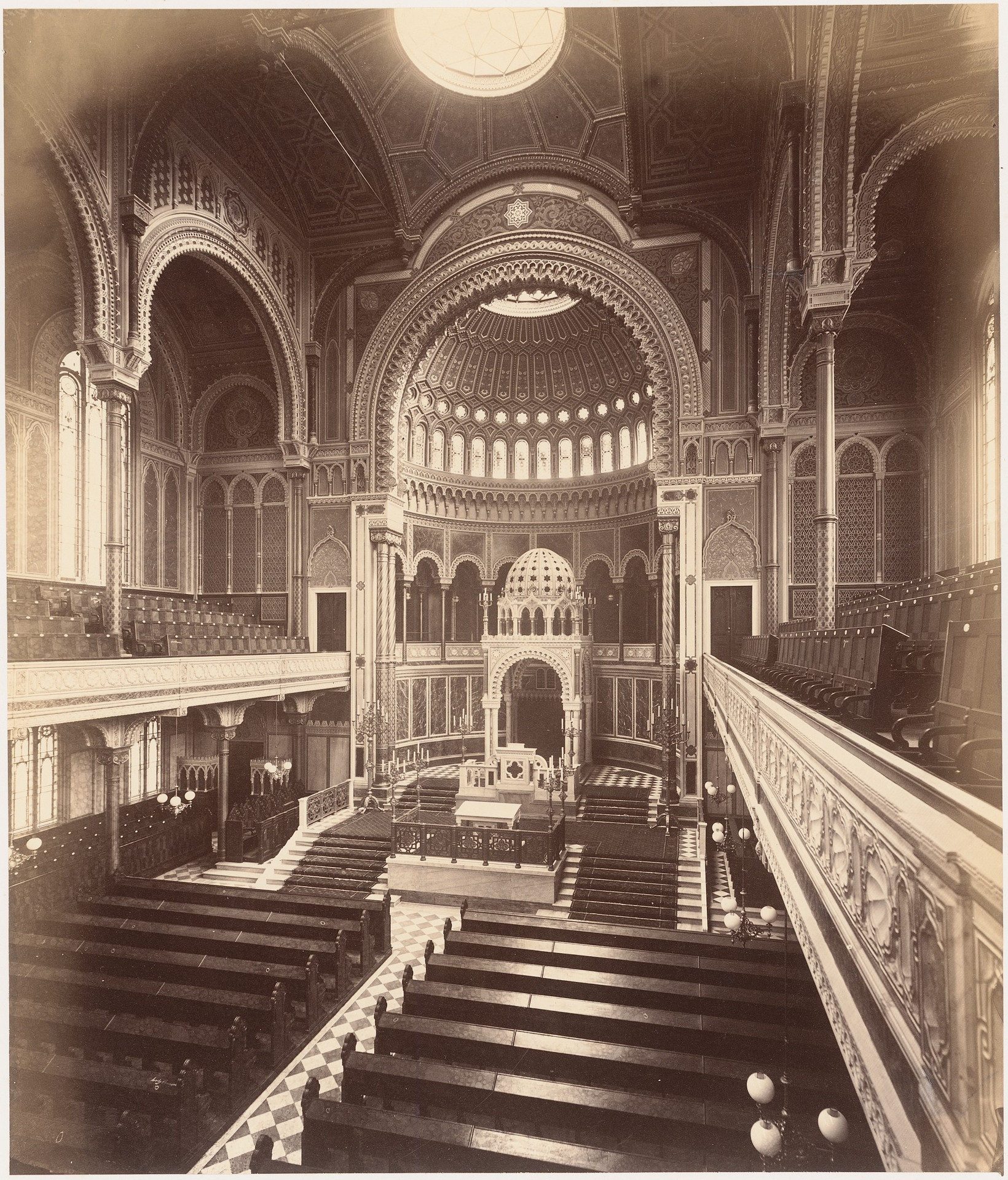
Innenraum mit Toraschrein
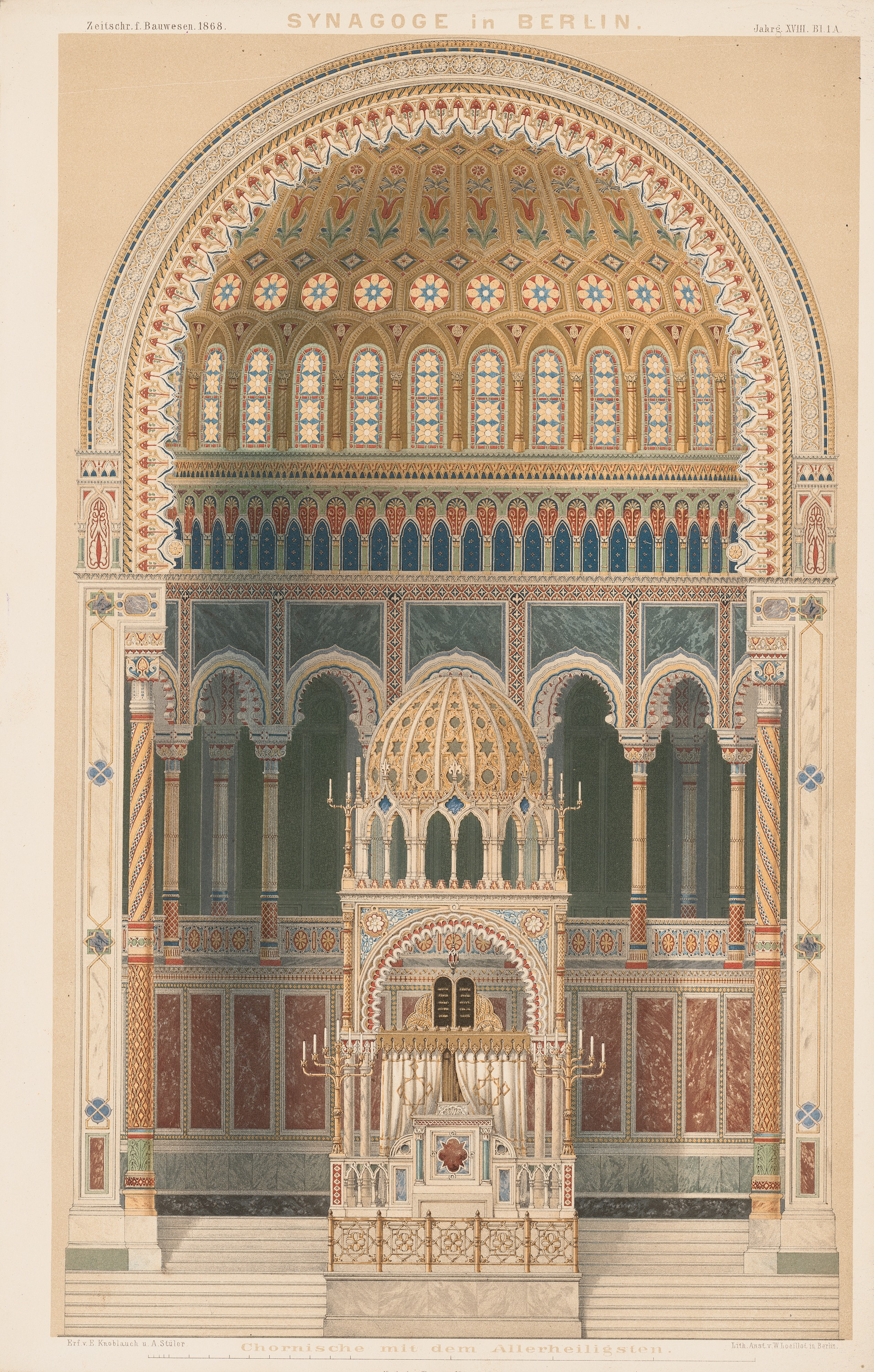
Toraschrein, Lithographie farbig auf Papier
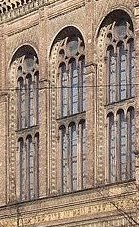
Rundbogenfenster
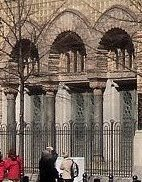
Dreiarkadeneingang

Die Synagoge wurde auch mit einer Orgel ausgestattet, die Carl August Buchholz 1866 aufstellte und die drei Manuale, Pedal und 45 Register besaß. Sie war zu dieser Zeit die weltweit größte Synagogenorgel.  Erster Organist war Hugo Schwantzer. 1910 wurde das Instrument von der Firma E. F. Walcker & Cie. ersetzt durch eine neue, sehr viel größere und modernere Orgel mit vier Manualen und 91 Registern.

## Nutzung

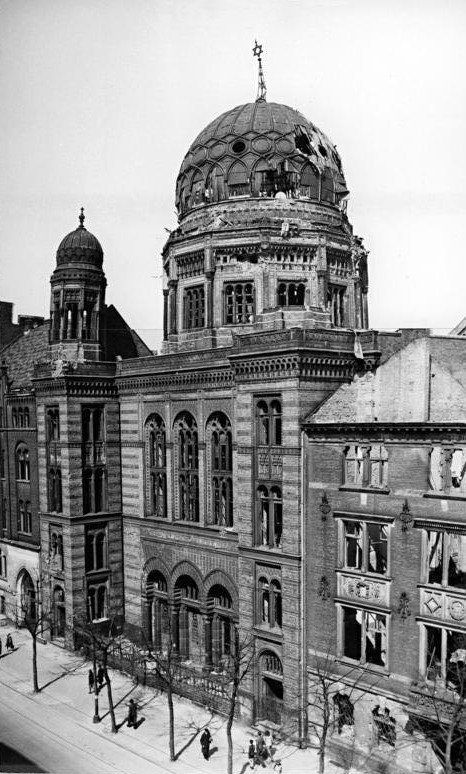
Kriegsschäden, 1948

### 1866–1945
Antisemiten empfanden den Prachtbau mit der goldglänzenden Kuppel als Provokation. Er löste aber auch heftige Diskussionen unter der jüdischen Bevölkerung aus. Liberale Juden äußerten den Einwand, der ungewohnte maurische Baustil betone die Fremdartigkeit der jüdischen Religion und behindere so den angestrebten Integrationsprozess. Konservative Juden meldeten Vorbehalte gegen die verschiedenen Neuerungen im Gottesdienst und in der Innenausstattung an. Der Gemeindevorstand hatte den reformorientierten Rabbiner Joseph Aub an die Neue Synagoge berufen. Der Gottesdienst wurde nach dem Neuen Ritus abgehalten. Es kam darüber zu Spannungen in der Gemeinde, insbesondere einen Gottesdienst mit Orgelmusik fanden viele nicht angemessen. In dem Neubau sahen sie ein „schönes Theater, aber keine Synagoge […]“. Die Meinungsverschiedenheiten führten schließlich zur Spaltung. 1869 formierte sich Adass Jisroel, eine Gruppe unzufriedener konservativer Mitglieder, die 1872 aus der Gemeinde austrat und 1885 die offizielle Zulassung als Israelitische Synagogengemeinde erhielt.
Die Mehrheit jedoch betrachtete das Gebäude mit Stolz und Zufriedenheit, als Symbol für die Bedeutung und das Selbstbewusstsein der jüdischen Gemeinschaft in Berlin. Das größte, teuerste und prächtigste jüdische Gotteshaus in Deutschland, auch ein Beispiel für die Anwendung modernster Bautechniken, wurde zur vielbeachteten Sehenswürdigkeit.

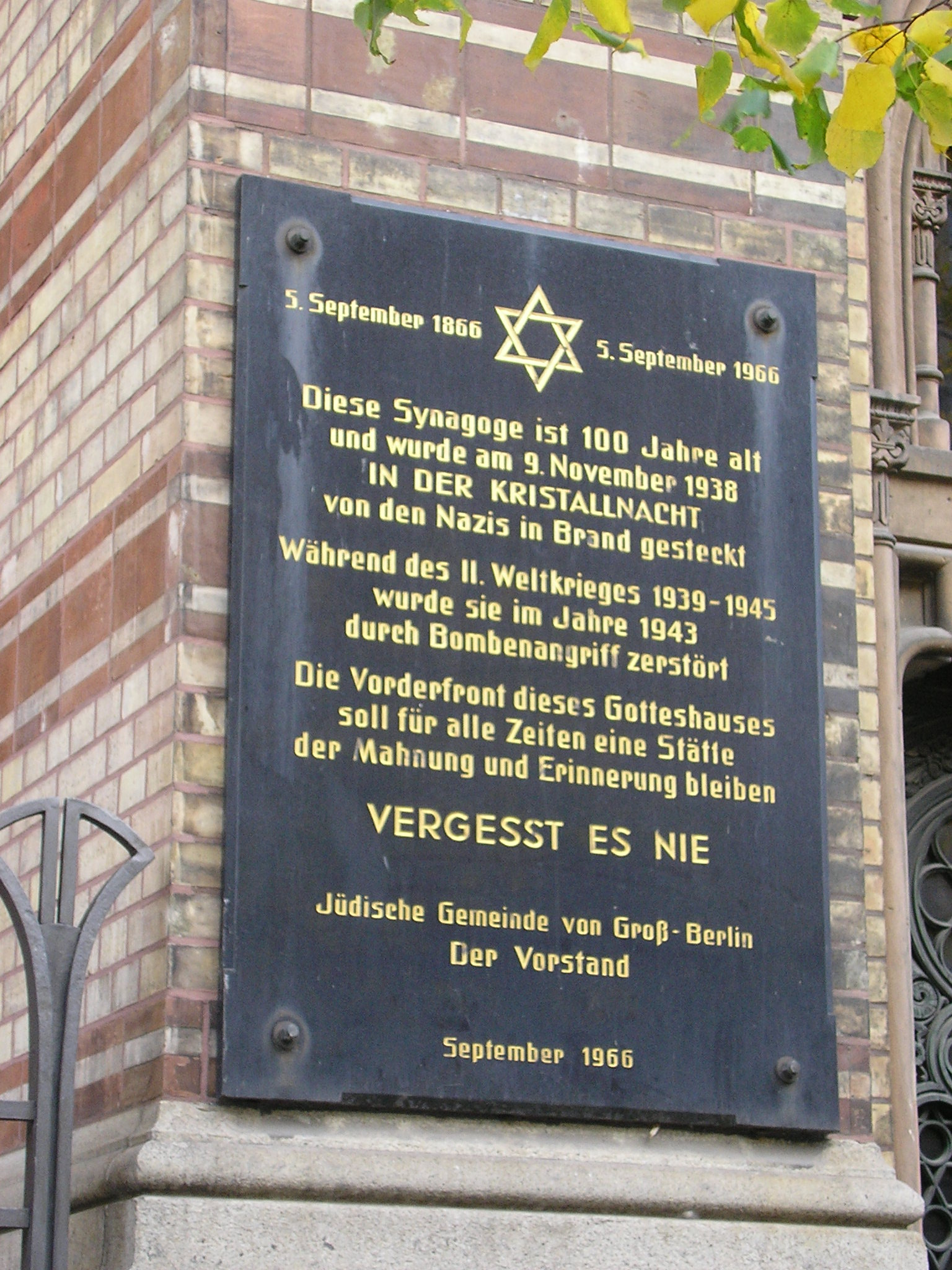
Gedenktafel aus dem Jahr 1966

Während der landesweiten Pogrome in der Nacht vom 9. zum 10. November 1938 begannen Angehörige der SA, in der Neuen Synagoge Feuer zu legen. Der Reviervorsteher des nahe gelegenen Polizeireviers 16, Wilhelm Krützfeld, trat den Brandstiftern entgegen, verwies auf den seit Jahrzehnten bestehenden Denkmalschutz für das Gebäude, alarmierte die Feuerwehr, die den im Gebäudeinneren entstandenen Brand löschen konnte, und bewahrte so die Synagoge vor der Zerstörung. Krützfeld, der ganz nach Vorschrift gehandelt hatte, war danach im Beruf vielfach Schikanen ausgesetzt. Eine Gedenktafel erinnert an sein – für die damalige politische Situation – ungewöhnlich mutiges Einschreiten. Seit dem Jahre 1993 trägt – im Gedenken an diese Tat – die Fortbildungseinrichtung der Landespolizei Schleswig-Holstein den Namen „Landespolizeischule Wilhelm Krützfeld“.
Vom 1938 erfolgten Versuch, die Synagoge zu zerstören, gibt es ein „historisches“ Schwarzweißfoto Die Neue Synagoge in Flammen. Eine genauere Untersuchung der Fotografie und historische Forschungen ließen Heinz Knobloch Jahrzehnte später zu dem Befund gelangen, die Synagoge auf dem Foto habe nicht ihrem tatsächlichen Zustand anno 1938 entsprochen. Das Foto war offenbar in der Nachkriegszeit stark retuschiert worden.
Nachdem die Folgen des Brandes beseitigt waren, konnte die Neue Synagoge seit April 1939 wieder für Gottesdienste genutzt werden. Die Kuppel musste wegen drohender alliierter Luftangriffe mit Tarnfarbe übermalt werden. Nach einem letzten Gottesdienst im kleinen Gebetsraum am 14. Januar 1943 übernahm die Wehrmacht das Gebäude und richtete hier ein Uniformlager ein. Zu Beginn der sogenannten Luftschlacht um Berlin des britischen Bomber Command erlitt die Synagoge in der Nacht zum 23. November 1943 schwere Schäden. Weitere Beschädigungen wurden dem Baukörper zugefügt, als nach dem Krieg die Ruine als Lieferant für Baumaterial genutzt wurde.

### Ab 1945
Nach Kriegsende gründeten die wenigen Überlebenden eine neue Jüdische Gemeinde mit Sitz im Verwaltungsgebäude der Synagoge in der Oranienburger Straße. Es ging zunächst darum, wieder geeignete Bedingungen für jüdisches Leben in der Stadt zu schaffen und andererseits die Emigration derjenigen vorzubereiten, die nicht bleiben wollten.
1958 wurden beschädigte Gebäudeteile wegen Einsturzgefahr und mit der Begründung, ein Wiederaufbau sei nicht möglich, vollständig beseitigt. Nur die an der Straße gelegene Bausubstanz blieb – als Mahnmal gegen Krieg und Faschismus – erhalten.
Heute finden regelmäßig Gottesdienste unter der Leitung von Rabbinerin Gesa Ederberg und Kantorin Avitall Gerstetter statt.

## Centrum Judaicum

### Geschichte

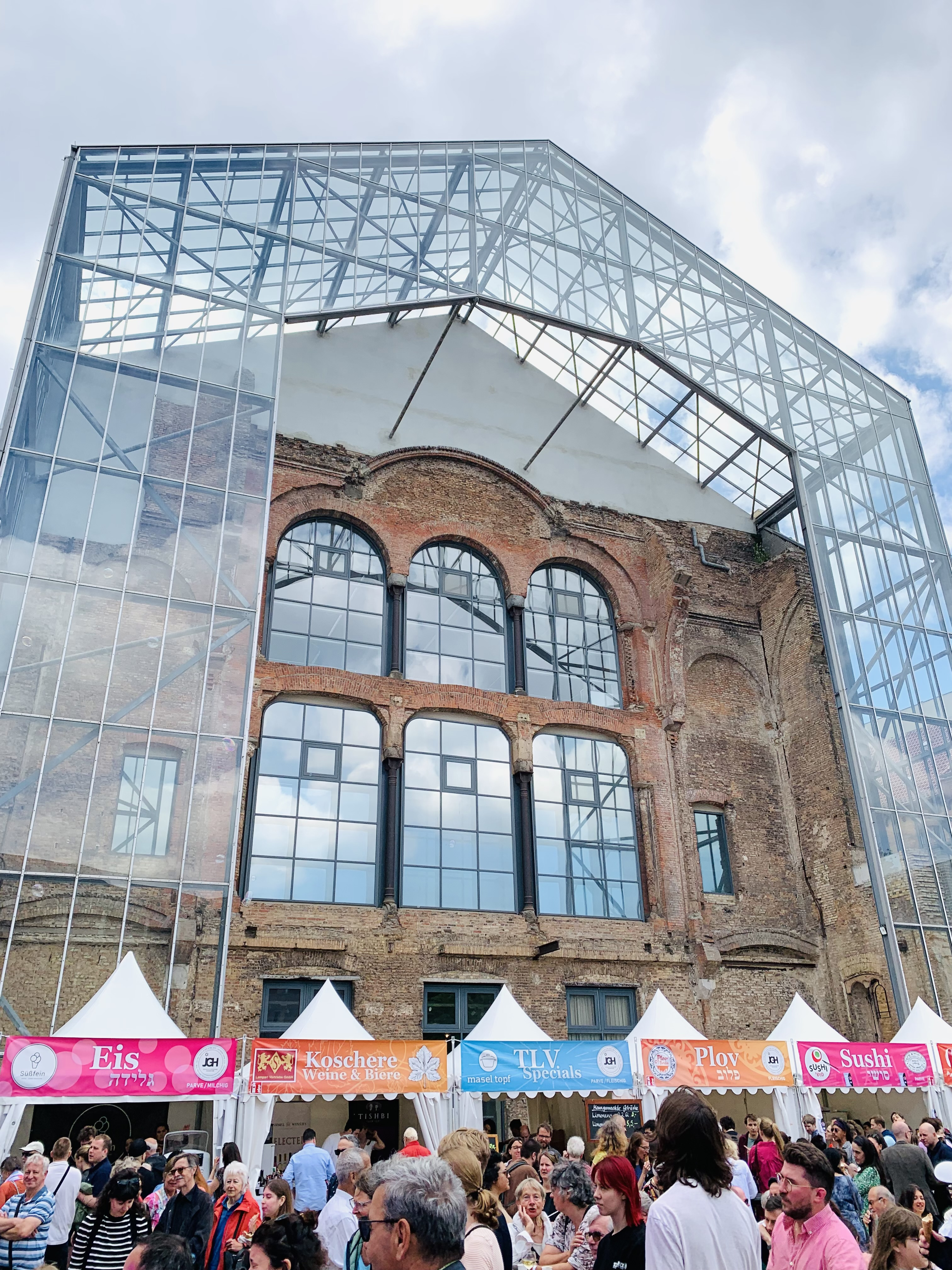
Koschere Imbiss-Angebote im Hofareal, 2023

Nachdem es zwischenzeitlich sogar Tendenzen gegeben hatte, das ganze Gebäude abzureißen und an seiner Stelle einen Gedenkstein zu errichten, wurde erst 1988 im Zusammenhang mit Gedenkveranstaltungen zum 50. Jahrestag der Pogromnacht die „Stiftung Neue Synagoge Berlin – Centrum Judaicum“ mit dem Ziel gegründet, die Neue Synagoge wiederaufzubauen und ein Zentrum für die Pflege und Bewahrung jüdischer Kultur zu schaffen.
Zum neuen Klima gehörte auch, dass die DDR zur Unterstützung des Gemeindelebens von September 1987 bis Mai 1988 den amerikanischen Rabbiner Isaac Neuman beschäftigte. Diesem standen Dienstwagen und -wohnung sowie eine Hausangestellte zu, die jedoch für das MfS arbeitete. Am 10. November 1988 fand eine symbolische Grundsteinlegung für den Wiederaufbau der Ruine statt. Über die Art der Restaurierung war zuvor kontrovers diskutiert worden. Eine vollständige Wiederherstellung in den Originalzustand wurde verworfen – sie hätte als Versuch missverstanden werden können, die Leiden der Vergangenheit zu verdrängen und womöglich zu vergessen. Die Absicht war aber, mit dem Gebäude gleichzeitig ein Mahnmal zur ständigen Erinnerung zu erhalten.
So entschied man sich, beides sichtbar zu machen – die einst prachtvolle Architektur und die gewaltsame Zerstörung. Die repräsentative Straßenfront mit der Hauptkuppel wurde originalgetreu rekonstruiert. Eine ständige Ausstellung informiert über jüdisches Leben in Berlin. Es werden auch einige architektonische Fragmente und wiederentdeckte Teile der Inneneinrichtung gezeigt. Auf der Freifläche in der Tiefe des Grundstücks markieren Steine den ausgedehnten Grundriss der einstigen Hauptsynagoge. Die Erneuerungsarbeiten waren 1993 beendet. Das wiederhergestellte Gebäude, durch umfangreiche Sicherheitsmaßnahmen gegen aktuelle Bedrohungen geschützt, konnte am 16. Dezember 1994 der Stiftung übergeben und am 7. Mai 1995 eröffnet werden. Es wurde insgesamt nicht wieder zur Synagoge eingeweiht, enthält aber einen kleinen Gebets- und Andachtsraum. In unmittelbarer Nachbarschaft befinden sich jüdische Gemeindeeinrichtungen, Restaurants, Cafés und die Jüdische Galerie.
2019 kam es zu einem Angriff vor dem Centrum Judaicum. Ein Syrer hatte „Allahu akbar“ rufend eine Absperrung überstiegen und war mit einem Messer auf die Objektschutz-Mitarbeiter zugelaufen. Verletzt wurde niemand.

### Ausstellungen
Seit 1995 werden im einstigen Verwaltungsgebäude der Synagoge die Dauerausstellung des Centrum Judaicum und Sonderausstellungen gezeigt. Zunächst zeigte die Ausstellung ein breites Spektrum von Judaica, darunter Manuskripte, Druckschriften sowie sakrale Objekte, und stellte die Geschichte der Juden in Berlin und Preußen dar. Die Eröffnung des Jüdischen Museums Berlin im Jahre 2001 ermöglichte es, die Ausstellung inhaltlich zu entlasten und die Geschichte der Neuen Synagoge und ihrer Gemeinde in den Mittelpunkt zu stellen. Die Dauerausstellung wurde überarbeitet und 2018 in neuer Form wieder eröffnet.
2011 fand unter dem Titel Gute Geschäfte. Kunsthandel in Berlin 1933–1945 eine Ausstellung in Berlin statt im Aktiven Museum im Centrum Judaicum sowie im Landesarchiv Berlin. Sie war zugleich „eine Mahnung, die […] noch offenen Vermögensfragen aufgrund ‚verfolgungsbedingt entzogenen Kulturguts‘ […] aufzuklären“. Die Ausstellung behandelte unter anderem die Arisierung der Galerie Matthiesen des Franz Catzenstein.
Im Jahr 2021 und 2022 fanden im Centrum Judaicum zahlreiche Veranstaltungen im Rahmen des Jubiläums 1700 Jahre jüdisches Leben in Deutschland statt.